# 415
- Wikisource

| Calendário gregoriano                                                        | 415 CDXV                        |
| Ab urbe condita                                                              | 1168                            |
| Calendário arménio                                                           | -137 – -136                     |
| Calendário bahá'í                                                            | -1429 – -1428                   |
| Calendário budista                                                           | 959                             |
| Calendário chinês                                                            | 3111 – 3112                     |
| Calendário copta                                                             | 131 – 132                       |
| Calendário etíope                                                            | 407 – 408                       |
| Calendários hindus - Vikram Samvat - Calendário nacional indiano - Cáli Iuga | 470 – 471 336 – 337 3515 – 3516 |
| Calendário Holoceno                                                          | 10415                           |
| Calendário islâmico                                                          | 213 BH – 212 BH                 |
| Calendário judaico                                                           | 4175 – 4176                     |
| Calendário persa                                                             | 207 BP – 206 BP                 |
| Calendário rúnico                                                            | 665                             |
| Calendário solar tailandês                                                   | 958                             |

415 (CDXV, na numeração romana) foi um ano comum do século V que começou numa sexta-feira, segundo o calendário juliano.  Segundo o horóscopo chinês, foi o ano do Coelho.
| Ano completo                        |
| ----------------------------------- |
| Ano comum com início à quinta-feira |

## Eventos
- Os Romanos, face às pilhagens e depredações praticadas pelos Vândalos, Alanos e Silingos, pedem auxílio aos Visigodos que são comandados por Vália.
- Baquiário, presbítero de Braga, escreve a obra De fide, rectratando-se do priscilianismo.
- Sínodo de Dióspolis (Lod) na Palestina[1].

## Mortes
- Assassinato de Hipácia de Alexandria[2].
- Marutas de Martirópolis, Mesopotâmia (hoje Silvã, Turquia).888
- Ataulfo, rei dos Visigodos[3]
- Sigerico, rei visigodo (durante uma semana)[4][5]